# Zora Dubljević
Zora Dubljević, född 7 augusti 1938 i Sarajevo, Jugoslavien, är en bosnisk sevdah- och folksångerska. Hon började sin karriär 1961 och har varit aktiv i över tre decennier.

## Diskografi

### Album
- Oj, mjeseče bekrijo (1962)
- Ne ašikuj, Mujo (1964)
- Prva ljubav (1965)
- Šećer Mujo (1967)
- Sjajna zvijedo (1967)
- Utješi me sejo mila (1968)
- Prva ljubav (1971)
- Ti si mi sve (1984)
- Folk zvijezde zauvjek (2014)